# Labor de Valtierra
Labor de Valtierra är en ort i Mexiko.   Den ligger i kommunen Salamanca och delstaten Guanajuato, i den centrala delen av landet, 250 km nordväst om huvudstaden Mexico City. Labor de Valtierra ligger 1 711 meter över havet och antalet invånare är 939.
Terrängen runt Labor de Valtierra är huvudsakligen platt, men söderut är den kuperad. Runt Labor de Valtierra är det ganska tätbefolkat, med 239 invånare per kvadratkilometer. Närmaste större samhälle är Salamanca, 11,4 km nordost om Labor de Valtierra. Trakten runt Labor de Valtierra består till största delen av jordbruksmark.